# Пісенний конкурс Євробачення 2014
Пісе́нний ко́нкурс Євроба́чення 2014 — 59-й щорічний Пісенний конкурс Євробачення, який пройшов у Копенгагені, столиці Данії, після перемоги Еммелі де Форест з піснею «Only Teardrops» у 2013 році. Це третій конкурс, проведений в Данії — раніше країна приймала Євробачення в 1964 та 2001 роках. Євробачення 2014, організоване Європейською мовною спілкою (ЄМС) та телерадіокомпанією «Данське радіо» (DR), відбулося у комплексі B&W Hallerne. Ведучими стали музикант Ніколай Коппель й актор Пілу Асбек та данська телеведуча Ліз Ренне.
У конкурсі брали участь 37 країн, що стало найменшою кількістю з 2006 року. Португалія та Польща повернулися на Євробачення після одного та двох років відсутності відповідно; Болгарія, Хорватія, Кіпр і Сербія оголосили про неучасть.
Переможцем пісенного конкурсу Євробачення 2014 стала Австрія з піснею «Rise Like a Phoenix», яку виконала Кончита Вурст. Пісня перемогла як за результатами голосування журі, так і за результатами телеголосування. Перша перемога Австрії була здобута 48 років тому в 1966 році, що стало найдовшим розривом між перемогами станом на 2014 рік. Нідерланди, Швеція, Вірменія та Угорщина посіли місця в першій п'ятірці. Нідерланди досягли свого найкращого результату з моменту перемоги в 1975 році, Угорщина — з моменту свого четвертого місця в 1994 році, а Вірменія повторила свій найкращий результат з 2008 року. Серед країн «Великої п'ятірки» лише Іспанія потрапила до першої десятки, тоді як Франція вперше в історії Євробачення фінішувала на останньому місці. Тим часом Сан-Марино та Чорногорія вперше пройшли у фінал.
Повідомлялося про новий рекорд у 195 мільйонів глядачів для конкурсу. Данський мовник DR та ЄМС виграли Міжнародну телевізійну нагороду на Ondas Awards за їхній продакшн конкурсу. Організатори шоу витратили на конкурс загалом 112 млн данських крон, що, хоч і було найменшою сумою для проведення Євробачення за останні шість років, усе ж утричі перевищило очікувані витрати, а також організатори були звинувачені в кумівстві.

## Місце проведення та формат конкурсу

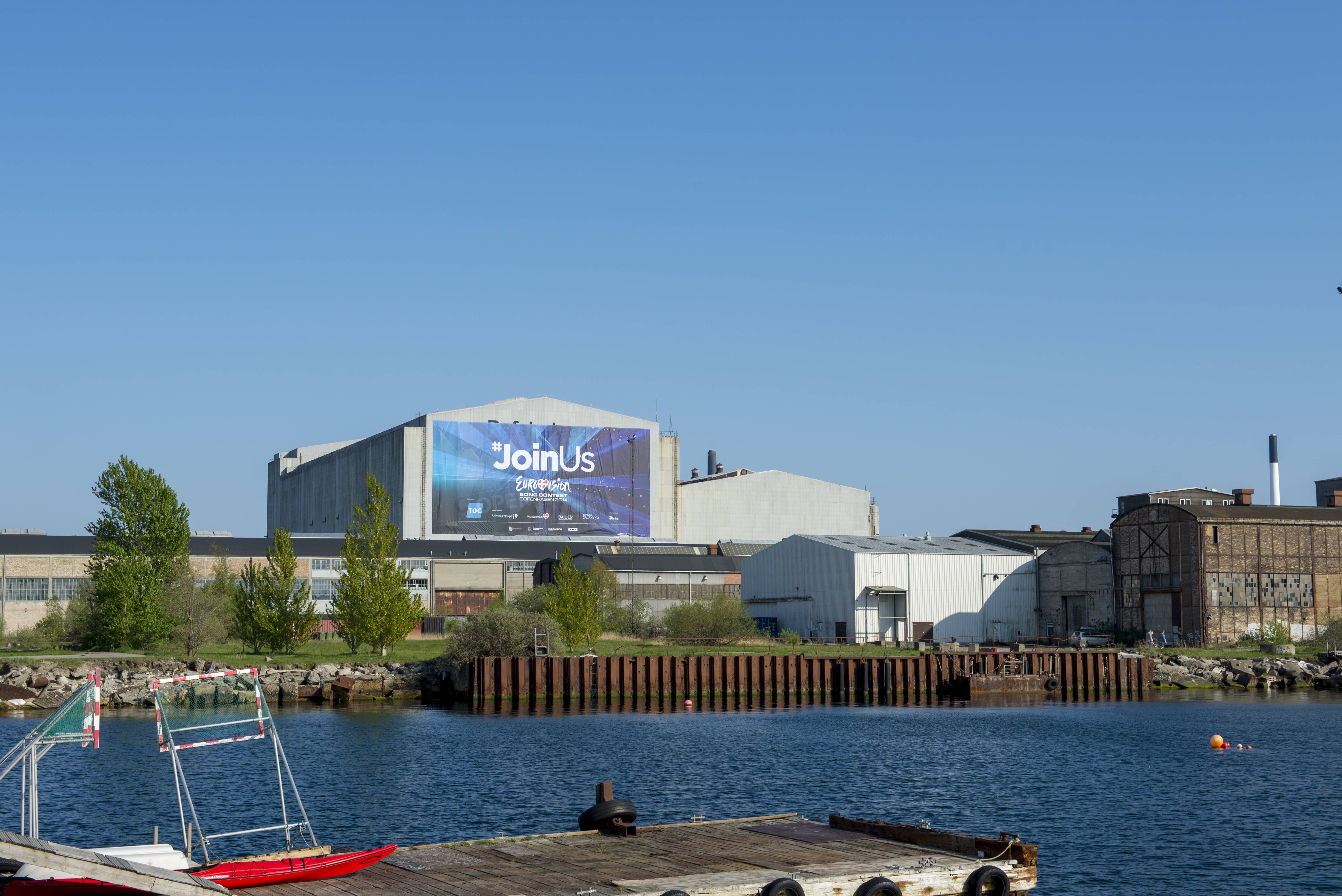
B&W Hallerne

### Місце проведення
Конкурс проводився на колишній корабельні Refshaleøen, в індустріальному комплексі B&W Hallerne у Копенгагені. Девізом конкурсу став хештегом «#JoinUs». B&W Hallerne був відремонтований для проведення заходу, а навколишня територія перетворена на «Острів Євробачення» — комплекс, натхненний Олімпійським парком, де розміщено арену, пресцентр та інші зручності.
Мер Копенгагена Франк Єнсен наприкінці серпня оголосив, що місто внесе до бюджету 40 млн данських крон (5,36 млн євро). Він також оголосив, що мета полягала в тому, щоб зробити Євробачення 2014 найзеленішим конкурсом, оскільки Копенгаген був обраний Зеленою столицею Європи у 2014 році.

### Формат
Конкурс складався з двох півфіналів і фіналу, відповідно до формату, який використовується з 2008 року. Десять країн, які набрали найвищі результати в кожному півфіналі, вийшли у фінал, де вони приєдналися до країни-господарки конкурсу Данії та п'яти основних спонсорів конкурсу (відомі як «Велика п'ятірка»): Франція, Німеччина, Італія, Іспанія та Велика Британія.
Кожна країна-учасниця мала своє національне журі, яке складалося з п'яти професійних представників музичної індустрії. Кожен член журі мав оцінити кожну пісню, окрім власної країни. Результати голосування всіх членів журі були об'єднані для отримання загального рейтингу від першого до останнього місця кожної країни. Подібним чином враховувалися й результати телеголосування. Комбінація повного рейтингу журі та повного рейтингу голосування глядачів створила загальний рейтинг усіх конкурсних робіт. Пісня, яка отримала найвищий загальний рейтинг, отримує 12 балів, тоді як пісня, яка посіла десяте місце, отримує 1 бал. У разі проблем з телеголосуванням (недостатня кількість голосів, технічні проблеми) або проблем з журі (технічні проблеми, порушення правил) кожна країна використовувала лише результати або журі, або телеголосування.
20 вересня 2013 року ЄМС оприлюднила офіційні правила конкурсу 2014 року, які внесли зміни в правила щодо голосування журі. Правила були спрямовані на забезпечення більшої прозорості шляхом оприлюднення імен усіх членів журі 1 травня 2014 року до початку конкурсу та надання повних результатів рейтингу після завершення конкурсу. Крім того, членами журі можуть бути лише ті, хто ще не брав участі в голосуванні у двох попередніх конкурсах.
Конкурс проводився одразу після Революції гідності 2014 року та подальшої анексії Криму Росією, тому голоси, подані через українських провайдерів, які обслуговували Крим, були зараховані як голоси від України.

## Жеребкування

### Розподіл учасників на півфінали
Розподіл на два півфінали відбувся 20 січня 2014 року в Копенгагені. Під час жеребкування також було визначено, у якій половині першого чи другого півфіналу виступатиме представник країни. Чотири країни-фіналісти дізналися, у якому півфіналі вони голосуватимуть. Жеребкування пройшло в мерії Копенгагена. Усіх півфіналістів, за винятком Ізраїлю, Норвегії та Швеції, які були розподілені раніше, розділено на 6 кошиків.
| Кошик 1                                                            | Кошик 2                                           | Кошик 3                                             | Кошик 4                                               | Кошик 5                                    | Кошик 6                                   |
| ------------------------------------------------------------------ | ------------------------------------------------- | --------------------------------------------------- | ----------------------------------------------------- | ------------------------------------------ | ----------------------------------------- |
| - Албанія - Північна Македонія - Словенія - Чорногорія - Швейцарія | - Естонія - Ісландія - Латвія - Литва - Фінляндія | - Азербайджан - Білорусь - Грузія - Росія - Україна | - Бельгія - Вірменія - Греція - Ірландія - Нідерланди | - Австрія - Польща - Сан-Марино - Угорщина | - Мальта - Молдова - Португалія - Румунія |

## Учасники

### Перший півфінал
У першому півфіналі також голосували:  Іспанія,  Франція,  Данія.
     Кваліфікувались до фіналу
| №  | Країна      | Мова          | Виконавець            | Пісня                  | Переклад           | Бали | Місце |
| -- | ----------- | ------------- | --------------------- | ---------------------- | ------------------ | ---- | ----- |
| 14 | Нідерланди  | англійська    | The Common Linnets    | «Calm After The Storm» | «Тиша після бурі»  | 150  | 1     |
| 4  | Швеція      | англійська    | Санна Нієльсен        | «Undo»                 | «Скасуй»           | 131  | 2     |
| 16 | Угорщина    | англійська    | Андраш Каллаї-Сондерс | «Running»              | «Біжить»           | 127  | 3     |
| 1  | Вірменія    | англійська    | Aram Mp3              | «Not Alone»            | «Не самотня»       | 121  | 4     |
| 9  | Україна     | англійська    | Марія Яремчук         | «Tick-Tock»            | «Тік-так»          | 118  | 5     |
| 7  | Росія       | англійська    | Сестри Толмачови      | «Shine»                | «Сяй»              | 63   | 6     |
| 15 | Чорногорія  | чорногорська  | Сергій Четкович       | «Moj Svijet»           | «Мій світ»         | 63   | 7     |
| 5  | Ісландія    | англійська    | Pollapönk             | «No Prejudice»         | «Без забобон»      | 61   | 8     |
| 8  | Азербайджан | англійська    | Діляра Кязімова       | «Start A Fire»         | «Розпочати вогонь» | 57   | 9     |
| 12 | Сан-Марино  | англійська    | Валентина Монетта     | «Maybe»                | «Можливо»          | 40   | 10    |
| 13 | Португалія  | португальська | Сузі                  | «Quero ser tua»        | «Хочу бути твоєю»  | 39   | 11    |
| 3  | Естонія     | англійська    | Таня                  | «Amazing»              | «Дивовижна»        | 36   | 12    |
| 2  | Латвія      | англійська    | Aarzemnieki           | «Cake to Bake»         | «Спекти торт»      | 33   | 13    |
| 10 | Бельгія     | англійська    | Аксель Ірсу           | «Mother»               | «Мамо»             | 28   | 14    |
| 6  | Албанія     | англійська    | Херсі                 | «One Night's Anger»    | «Гнів однієї ночі» | 22   | 15    |
| 11 | Молдова     | англійська    | Крістіна Скарлат      | «Wild Soul»            | «Дика душа»        | 13   | 16    |

### Другий півфінал
У другому півфіналі також голосували:  Німеччина,  Італія,  Велика Британія.
     Кваліфікувались до фіналу
| №  | Країна    | Мова                   | Виконавець                  | Пісня                  | Переклад               | Бали | Місце |
| -- | --------- | ---------------------- | --------------------------- | ---------------------- | ---------------------- | ---- | ----- |
| 1  | Мальта    | англійська             | Firelight                   | Coming Home            | «Повертаюся додому»    | 63   | 9     |
| 2  | Ізраїль   | англійська, іврит      | Мей Файнгольд               | Same Heart             | «Одне серце»           | 19   | 14    |
| 3  | Норвегія  | англійська             | Карл Еспен                  | «Silent Storm»         | «Тиха буря»            | 77   | 6     |
| 4  | Грузія    | англійська             | Маріко Ебралідзе і The Shin | Three Minutes to Earth | «Три хвилини до Землі» | 15   | 15    |
| 5  | Польща    | польська, англійська   | Донатан і Клео              | My Słowianie           | «Ми — слов'яни»        | 70   | 8     |
| 6  | Австрія   | англійська             | Кончита Вурст               | «Rise Like A Phoenix»  | «Повстану, як фенікс»  | 169  | 1     |
| 7  | Литва     | англійська             | Вілія Матачюнайте           | Attention              | «Увага»                | 36   | 11    |
| 8  | Фінляндія | англійська             | Softengine                  | Something Better       | «Щось краще»           | 97   | 3     |
| 9  | Ірландія  | англійська             | Can-Linn і Кейсі Сміт       | Heartbeat              | «Серцебиття»           | 35   | 12    |
| 10 | Білорусь  | англійська             | ТЕО                         | Cheesecake             | «Чизкейк»              | 87   | 5     |
| 11 | Македонія | англійська             | Тіяна                       | To the Sky             | «До неба»              | 33   | 13    |
| 12 | Швейцарія | англійська             | SebAlter                    | Hunter Of Stars        | «Мисливець зірок»      | 92   | 4     |
| 13 | Греція    | англійська             | Freaky Fortune і RiskyKidd  | «Rise Up»              | «Піднімайся»           | 74   | 7     |
| 14 | Словенія  | словенська, англійська | Тінкара Ковач               | Round and Round        | «Знову і знову»        | 52   | 10    |
| 15 | Румунія   | англійська             | Паула Селінг і Ові          | Miracle                | «Диво»                 | 125  | 2     |

### Фінал
| №  | Країна          | Мова                   | Виконавець                 | Пісня                      | Переклад                     | Бали | Місце |
| -- | --------------- | ---------------------- | -------------------------- | -------------------------- | ---------------------------- | ---- | ----- |
| 11 | Австрія         | англійська             | Кончита Вурст              | «Rise Like A Phoenix»      | «Повстану, як фенікс»        | 290  | 1     |
| 24 | Нідерланди      | англійська             | The Common Linnets         | «Calm After The Storm»     | «Тиша після бурі»            | 238  | 2     |
| 13 | Швеція          | англійська             | Санна Нієльсен             | «Undo»                     | «Скасуй»                     | 218  | 3     |
| 7  | Вірменія        | англійська             | Aram Mp3                   | «Not Alone»                | «Не самотня»                 | 174  | 4     |
| 21 | Угорщина        | англійська             | Андраш Каллаї-Сондерс      | «Running»                  | «Біжить»                     | 143  | 5     |
| 1  | Україна         | англійська             | Марія Яремчук              | «Tick-Tock»                | «Тік-так»                    | 113  | 6     |
| 15 | Росія           | англійська             | Сестри Толмачови           | «Shine»                    | «Сяй»                        | 89   | 7     |
| 5  | Норвегія        | англійська             | Карл Еспен                 | «Silent Storm»             | «Тиха буря»                  | 88   | 8     |
| 23 | Данія           | англійська             | Басім                      | «Cliché Love Song»         | «Шаблонна пісня про кохання» | 74   | 9     |
| 19 | Іспанія         | іспанська, англійська  | Рут Лоренсо                | «Dancing In The Rain»      | «Танцюючи під дощем»         | 74   | 10    |
| 18 | Фінляндія       | англійська             | Softengine                 | «Something Better»         | «Щось краще»                 | 72   | 11    |
| 6  | Румунія         | англійська             | Паула Селінг і Ові         | «Miracle»                  | «Диво»                       | 72   | 12    |
| 20 | Швейцарія       | англійська             | Sebalter                   | «Hunter Of Stars»          | «Мисливець зірок»            | 64   | 13    |
| 9  | Польща          | польська, англійська   | Донатан і Клео             | «My Słowianie»             | «Ми — слов'яни»              | 62   | 14    |
| 4  | Ісландія        | англійська             | Pollapönk                  | «No Prejudice»             | «Без забобон»                | 58   | 15    |
| 2  | Білорусь        | англійська             | ТЕО                        | «Cheesecake»               | «Чизкейк»                    | 43   | 16    |
| 26 | Велика Британія | англійська             | Моллі                      | «Children Of The Universe» | «Діти Всесвіту»              | 40   | 17    |
| 12 | Німеччина       | англійська             | Elaiza                     | «Is It Right»              | «Чи це правильно?»           | 39   | 18    |
| 8  | Чорногорія      | чорногорська           | Сергій Четкович            | «Moj Svijet»               | «Мій світ»                   | 37   | 19    |
| 10 | Греція          | англійська             | Freaky Fortune і RiskyKidd | «Rise Up»                  | «Піднімайся»                 | 35   | 20    |
| 16 | Італія          | італійська             | Емма                       | «La Mia Città»             | «Моє місто»                  | 33   | 21    |
| 3  | Азербайджан     | англійська             | Діляра Кязімова            | «Start A Fire»             | «Розпочати вогонь»           | 33   | 22    |
| 22 | Мальта          | англійська             | Firelight                  | «Coming Home»              | «Повертаюся додому»          | 32   | 23    |
| 25 | Сан-Марино      | англійська             | Валентина Монетта          | «Maybe»                    | «Можливо»                    | 14   | 24    |
| 17 | Словенія        | словенська, англійська | Тінкара Ковач              | «Round and Round»          | «Знову і знову»              | 9    | 25    |
| 14 | Франція         | французька             | Twin Twin                  | «Moustache»                | «Вуса»                       | 2    | 26    |

## Результати

### Фінал
| Фінал розділені голоси журі/телеглядачів | Фінал розділені голоси журі/телеглядачів | Фінал розділені голоси журі/телеглядачів | Фінал розділені голоси журі/телеглядачів | Фінал розділені голоси журі/телеглядачів |
| Місце                                    | Телеглядачі                              | Бали                                     | Журі                                     | Бали                                     |
| ---------------------------------------- | ---------------------------------------- | ---------------------------------------- | ---------------------------------------- | ---------------------------------------- |
| 1                                        | Австрія                                  | 311                                      | Австрія                                  | 224                                      |
| 2                                        | Нідерланди                               | 222                                      | Швеція                                   | 201                                      |
| 3                                        | Вірменія                                 | 193                                      | Нідерланди                               | 200                                      |
| 4                                        | Швеція                                   | 190                                      | Угорщина                                 | 138                                      |
| 5                                        | Польща                                   | 162                                      | Вірменія                                 | 125                                      |
| 6                                        | Росія                                    | 132                                      | Мальта                                   | 119                                      |
| 7                                        | Швейцарія                                | 114                                      | Фінляндія                                | 114                                      |
| 8                                        | Україна                                  | 112                                      | Азербайджан                              | 108                                      |
| 9                                        | Румунія                                  | 103                                      | Норвегія                                 | 102                                      |
| 10                                       | Угорщина                                 | 98                                       | Данія                                    | 85                                       |
| 11                                       | Білорусь                                 | 56                                       | Іспанія                                  | 83                                       |
| 12                                       | Ісландія                                 | 46                                       | Україна                                  | 78                                       |
| 13                                       | Данія                                    | 43                                       | Росія                                    | 70                                       |
| 14                                       | Греція                                   | 43                                       | Німеччина                                | 61                                       |
| 15                                       | Іспанія                                  | 41                                       | Ісландія                                 | 59                                       |
| 16                                       | Норвегія                                 | 39                                       | Велика Британія                          | 52                                       |
| 17                                       | Фінляндія                                | 39                                       | Румунія                                  | 51                                       |
| 18                                       | Чорногорія                               | 33                                       | Білорусь                                 | 50                                       |
| 19                                       | Італія                                   | 32                                       | Греція                                   | 49                                       |
| 20                                       | Німеччина                                | 31                                       | Чорногорія                               | 48                                       |
| 21                                       | Велика Британія                          | 29                                       | Італія                                   | 37                                       |
| 22                                       | Азербайджан                              | 26                                       | Швейцарія                                | 27                                       |
| 23                                       | Сан-Марино                               | 18                                       | Польща                                   | 23                                       |
| 24                                       | Мальта                                   | 17                                       | Словенія                                 | 21                                       |
| 25                                       | Словенія                                 | 15                                       | Сан-Марино                               | 16                                       |
| 26                                       | Франція                                  | 1                                        | Франція                                  | 5                                        |

| Порядок голосування: 50% Журі & телеглядачі 100% Журі 100% Телеглядачі         | Порядок голосування: 50% Журі & телеглядачі 100% Журі 100% Телеглядачі | Результати голосування | Результати голосування | Результати голосування | Результати голосування | Результати голосування | Результати голосування | Результати голосування | Результати голосування | Результати голосування | Результати голосування | Результати голосування | Результати голосування | Результати голосування | Результати голосування | Результати голосування | Результати голосування | Результати голосування | Результати голосування | Результати голосування | Результати голосування | Результати голосування | Результати голосування | Результати голосування | Результати голосування | Результати голосування | Результати голосування | Результати голосування | Результати голосування | Результати голосування | Результати голосування | Результати голосування | Результати голосування | Результати голосування | Результати голосування | Результати голосування | Результати голосування | Результати голосування | Результати голосування |
| Порядок голосування: 50% Журі & телеглядачі 100% Журі 100% Телеглядачі         | Порядок голосування: 50% Журі & телеглядачі 100% Журі 100% Телеглядачі | Усього балів           | Україна                | Білорусь               | Азербайджан            | Ісландія               | Норвегія               | Румунія                | Вірменія               | Чорногорія             | Польща                 | Греція                 | Австрія                | Німеччина              | Швеція                 | Франція                | Росія                  | Італія                 | Словенія               | Фінляндія              | Іспанія                | Швейцарія              | Угорщина               | Мальта                 | Данія                  | Нідерланди             | Сан-Марино             | Велика Британія        | Латвія                 | Естонія                | Албанія                | Бельгія                | Молдова                | Португалія             | Ізраїль                | Грузія                 | Литва                  | Ірландія               | Македонія              |
| Учасники фіналу                                                                | Україна                                                                | 113                    |                        | 8                      | 10                     |                        |                        |                        |                        | 7                      | 5                      | 5                      | 5                      |                        |                        |                        | 7                      | 10                     |                        | 2                      | 6                      |                        | 2                      |                        | 1                      |                        |                        |                        | 7                      | 8                      |                        | 4                      | 10                     |                        | 5                      | 6                      | 5                      |                        |                        |
| Учасники фіналу                                                                | Білорусь                                                               | 43                     | 6                      |                        | 7                      |                        |                        |                        | 8                      | 1                      |                        |                        |                        |                        |                        |                        | 12                     |                        |                        |                        |                        |                        |                        |                        |                        |                        |                        |                        |                        |                        |                        |                        | 5                      |                        | 1                      |                        | 3                      |                        |                        |
| Учасники фіналу                                                                | Азербайджан                                                            | 33                     | 1                      | 3                      |                        |                        |                        |                        |                        |                        |                        |                        |                        |                        |                        |                        | 10                     |                        |                        |                        |                        |                        |                        |                        |                        |                        | 12                     |                        |                        |                        |                        |                        |                        |                        |                        | 7                      |                        |                        |                        |
| Учасники фіналу                                                                | Ісландія                                                               | 58                     |                        |                        |                        |                        | 6                      |                        |                        |                        |                        |                        | 2                      | 2                      | 4                      | 7                      | 1                      | 7                      |                        |                        | 1                      |                        | 5                      |                        | 5                      | 6                      | 8                      | 4                      |                        |                        |                        |                        |                        |                        |                        |                        |                        |                        |                        |
| Учасники фіналу                                                                | Норвегія                                                               | 88                     |                        | 4                      |                        | 1                      |                        | 1                      |                        |                        | 7                      | 3                      | 1                      | 5                      | 3                      | 2                      |                        |                        | 5                      | 7                      |                        | 5                      |                        | 2                      | 6                      | 10                     |                        |                        | 5                      | 3                      |                        |                        |                        | 3                      |                        |                        | 8                      | 7                      |                        |
| Учасники фіналу                                                                | Румунія                                                                | 72                     |                        | 1                      | 6                      |                        | 4                      |                        |                        |                        |                        |                        | 8                      |                        |                        |                        |                        | 5                      |                        |                        | 8                      |                        |                        | 8                      |                        |                        |                        |                        |                        |                        |                        | 5                      | 12                     | 1                      | 8                      |                        |                        | 2                      | 4                      |
| Учасники фіналу                                                                |                                                                        |                        |                        |                        |                        |                        |                        |                        |                        |                        |                        |                        |                        |                        |                        |                        |                        |                        |                        |                        |                        |                        |                        |                        |                        |                        |                        |                        |                        |                        |                        |                        |                        |                        |                        |                        |                        |                        |                        |
| Учасники фіналу                                                                | Вірменія                                                               | 174                    | 10                     | 10                     |                        | 2                      |                        | 7                      |                        | 10                     | 1                      | 7                      | 12                     | 6                      | 5                      | 12                     | 8                      |                        |                        | 4                      | 4                      |                        | 7                      | 6                      | 2                      | 7                      | 6                      |                        | 10                     | 5                      |                        |                        | 3                      | 4                      | 6                      | 12                     |                        |                        | 8                      |
| Учасники фіналу                                                                | Чорногорія                                                             | 37                     |                        |                        |                        |                        |                        |                        | 12                     |                        |                        |                        |                        |                        |                        |                        |                        |                        | 7                      |                        |                        |                        |                        |                        |                        |                        |                        |                        |                        |                        | 6                      |                        |                        |                        |                        |                        |                        |                        | 12                     |
| Учасники фіналу                                                                | Польща                                                                 | 62                     | 7                      | 7                      | 2                      | 3                      | 2                      |                        |                        | 4                      |                        | 1                      |                        | 10                     | 2                      | 5                      |                        | 8                      | 1                      |                        |                        |                        | 3                      |                        |                        |                        |                        |                        |                        |                        |                        |                        | 2                      |                        |                        |                        |                        |                        | 5                      |
| Учасники фіналу                                                                | Греція                                                                 | 35                     |                        | 6                      | 4                      |                        |                        |                        | 7                      |                        |                        |                        |                        |                        |                        |                        | 4                      | 3                      |                        |                        |                        |                        |                        | 1                      |                        |                        |                        | 2                      |                        |                        | 2                      |                        |                        |                        | 2                      | 4                      |                        |                        |                        |
| Учасники фіналу                                                                | Австрія                                                                | 290                    | 8                      |                        | 1                      | 10                     | 10                     | 8                      |                        | 2                      |                        | 12                     |                        | 7                      | 12                     | 10                     | 5                      | 12                     | 12                     | 12                     | 12                     | 12                     | 10                     | 10                     | 8                      | 12                     |                        | 12                     | 6                      | 4                      | 5                      | 12                     | 7                      | 12                     | 12                     | 10                     | 10                     | 12                     | 3                      |
| Учасники фіналу                                                                | Німеччина                                                              | 39                     | 5                      |                        |                        |                        |                        | 2                      | 6                      |                        | 8                      |                        |                        |                        |                        |                        |                        |                        | 2                      |                        |                        | 7                      |                        |                        |                        |                        |                        |                        |                        |                        | 4                      |                        |                        |                        |                        | 5                      |                        |                        |                        |
| Учасники фіналу                                                                | Швеція                                                                 | 218                    | 12                     |                        |                        | 7                      | 8                      | 12                     |                        | 3                      | 4                      | 2                      | 6                      |                        |                        | 4                      | 2                      |                        | 8                      | 10                     | 10                     | 6                      | 8                      | 7                      | 12                     | 8                      | 10                     | 7                      | 8                      | 10                     | 7                      | 10                     | 6                      | 8                      | 10                     | 2                      | 7                      | 4                      |                        |
| Учасники фіналу                                                                |                                                                        |                        |                        |                        |                        |                        |                        |                        |                        |                        |                        |                        |                        |                        |                        |                        |                        |                        |                        |                        |                        |                        |                        |                        |                        |                        |                        |                        |                        |                        |                        |                        |                        |                        |                        |                        |                        |                        |                        |
| Учасники фіналу                                                                | Франція                                                                | 2                      |                        |                        |                        |                        |                        |                        |                        |                        |                        |                        |                        |                        | 1                      |                        |                        |                        |                        | 1                      |                        |                        |                        |                        |                        |                        |                        |                        |                        |                        |                        |                        |                        |                        |                        |                        |                        |                        |                        |
| Учасники фіналу                                                                | Росія                                                                  | 89                     | 4                      | 12                     | 12                     |                        |                        |                        | 10                     |                        |                        | 10                     |                        |                        |                        |                        |                        |                        |                        |                        |                        |                        |                        | 5                      |                        |                        |                        |                        | 2                      | 1                      |                        |                        | 8                      | 2                      | 3                      | 8                      | 6                      |                        | 6                      |
| Учасники фіналу                                                                | Італія                                                                 | 33                     |                        |                        |                        |                        |                        |                        |                        | 6                      |                        |                        |                        |                        |                        | 1                      |                        |                        |                        |                        |                        | 2                      |                        | 12                     |                        |                        |                        |                        |                        |                        | 10                     |                        |                        |                        |                        |                        |                        |                        | 2                      |
| Учасники фіналу                                                                | Словенія                                                               | 9                      |                        |                        |                        |                        |                        |                        |                        | 8                      |                        |                        |                        |                        |                        |                        |                        |                        |                        |                        |                        |                        |                        |                        |                        |                        |                        |                        |                        |                        |                        |                        |                        |                        |                        |                        |                        |                        | 1                      |
| Учасники фіналу                                                                | Фінляндія                                                              | 72                     |                        |                        |                        | 5                      | 7                      |                        |                        |                        | 3                      |                        | 4                      | 4                      | 6                      |                        |                        | 6                      |                        |                        |                        | 4                      | 6                      |                        | 4                      | 2                      | 3                      | 6                      | 3                      | 6                      |                        | 3                      |                        |                        |                        |                        |                        |                        |                        |
| Учасники фіналу                                                                | Іспанія                                                                | 74                     | 2                      |                        |                        |                        | 5                      | 5                      | 2                      |                        | 2                      |                        |                        | 1                      |                        | 6                      |                        |                        | 4                      |                        |                        | 8                      |                        |                        |                        |                        |                        | 5                      | 4                      | 2                      | 12                     | 2                      |                        |                        | 4                      |                        | 4                      | 6                      |                        |
| Учасники фіналу                                                                |                                                                        |                        |                        |                        |                        |                        |                        |                        |                        |                        |                        |                        |                        |                        |                        |                        |                        |                        |                        |                        |                        |                        |                        |                        |                        |                        |                        |                        |                        |                        |                        |                        |                        |                        |                        |                        |                        |                        |                        |
| Учасники фіналу                                                                | Швейцарія                                                              | 64                     |                        |                        |                        |                        |                        | 6                      | 5                      | 5                      | 10                     | 4                      | 3                      | 3                      |                        |                        |                        | 2                      | 3                      |                        |                        |                        | 1                      | 3                      |                        | 3                      |                        | 1                      |                        |                        |                        |                        |                        | 7                      |                        | 1                      | 2                      | 5                      |                        |
| Учасники фіналу                                                                | Угорщина                                                               | 143                    | 3                      | 5                      | 8                      | 6                      |                        | 10                     |                        | 12                     |                        | 6                      | 7                      |                        | 7                      |                        | 6                      |                        |                        | 5                      | 2                      | 1                      |                        |                        | 3                      | 4                      | 7                      |                        | 1                      | 7                      | 8                      | 7                      | 4                      | 6                      | 7                      |                        |                        | 1                      | 10                     |
| Учасники фіналу                                                                | Мальта                                                                 | 32                     |                        |                        | 5                      |                        |                        |                        |                        |                        |                        |                        |                        |                        |                        |                        |                        | 1                      |                        | 3                      |                        |                        |                        |                        |                        | 5                      | 4                      | 10                     |                        |                        | 1                      |                        |                        |                        |                        |                        |                        | 3                      |                        |
| Учасники фіналу                                                                | Данія                                                                  | 74                     |                        |                        |                        | 8                      | 1                      | 4                      | 1                      |                        | 6                      |                        |                        | 8                      | 8                      | 3                      |                        |                        | 6                      | 6                      | 3                      | 3                      |                        |                        |                        | 1                      | 1                      | 3                      |                        |                        |                        | 6                      |                        | 5                      |                        |                        | 1                      |                        |                        |
| Учасники фіналу                                                                | Нідерланди                                                             | 238                    |                        | 2                      |                        | 12                     | 12                     | 3                      | 4                      |                        | 12                     | 8                      | 10                     | 12                     | 10                     | 8                      | 3                      | 4                      | 10                     | 8                      | 7                      | 10                     | 12                     |                        | 10                     |                        | 2                      | 8                      | 12                     | 12                     |                        | 8                      |                        | 10                     |                        |                        | 12                     | 10                     | 7                      |
| Учасники фіналу                                                                | Сан-Марино                                                             | 14                     |                        |                        | 3                      |                        |                        |                        | 3                      |                        |                        |                        |                        |                        |                        |                        |                        |                        |                        |                        |                        |                        | 4                      |                        |                        |                        |                        |                        |                        |                        | 3                      |                        | 1                      |                        |                        |                        |                        |                        |                        |
| Учасники фіналу                                                                | Велика Британія                                                        | 40                     |                        |                        |                        | 4                      | 3                      |                        |                        |                        |                        |                        |                        |                        |                        |                        |                        |                        |                        |                        | 5                      |                        |                        | 4                      | 7                      |                        | 5                      |                        |                        |                        |                        | 1                      |                        |                        |                        | 3                      |                        | 8                      |                        |
| Країни в таблиці впорядковані за номером виступу в фіналі, інші — у півфіналі. |                                                                        |                        |                        |                        |                        |                        |                        |                        |                        |                        |                        |                        |                        |                        |                        |                        |                        |                        |                        |                        |                        |                        |                        |                        |                        |                        |                        |                        |                        |                        |                        |                        |                        |                        |                        |                        |                        |                        |                        |

Голосування Сан-Марино та Албанії складалось лише з голосування журі. У разі проблем з глядацьким голосуванням або недостатньої їх кількості за правилами конкурсу використовують лише бали від журі.
У Грузії складалось лише за глядацьким голосуванням через технічні проблеми з журі, або в разі порушення правил.

Голосування за переможця, Австрію

## Виконавці, що повернулись
| Країна     | Виконавець         | Рік участі                                          |
| ---------- | ------------------ | --------------------------------------------------- |
| Росія      | Сестри Толмачови   | Дитячий пісенний конкурс Євробачення 2006 (1 місце) |
| Румунія    | Паула Селінг і Ові | Євробачення 2010 (3 місце)                          |
| Сан-Марино | Валентина Монетта  | Євробачення 2012, Євробачення 2013                  |

## Відмова від участі
- Андорра — представник національного мовника Андорри RTVA повідомив, що країна не повернеться на Євробачення у 2014 році через фінансові причини.[19]
- Болгарія — представник національного мовника BNT повідомив, що країна відмовляється від участі в пісенному конкурсі 2014 року через фінансові причини.[20]
- Боснія і Герцеговина — представник національного мовника BHRT повідомив, що країна відмовляється від участі в пісенному конкурсі 2014 року через фінансові причини, хоча раніше було оприлюднено заяву про повернення Боснії і Герцеговини на Євробачення.[21]
- Кіпр — представник національного мовника CyBC повідомив, що країна не візьме участь у Пісенному конкурсі Євробачення у 2014 році через фінансові причини.[22]
- Ліхтенштейн — представник національного мовника 1FL TV заявив, що Ліхтенштейн не має наміру дебютувати на конкурсі 2014 року, хоча не є виключеною можливість приєднання країни до Євробачення у найближчі роки.[23]
- Люксембург — головний виконавчий директор RTL Télé Lëtzebuerg Аліан Бервік, заявив, що Люксембург не повернеться на конкурс, аргументуючи це фінансовими труднощами і відсутністю суспільного зацікавлення щодо конкурсу.[24]
- Марокко — представник національного мовника SNRT повідомив, що Марокко не планує повертатися на конкурс найближчим часом.[25]
- Монако — представник національного мовника TMC повідомив, що Монако не повернеться на конкурс у 2014 році.[26]
- Сербія — представник національного мовника RTS повідомив, що країна відмовляється від участі в пісенному конкурсі 2014 року через фінансові причини.[27]
- Словаччина — представник національного мовника RTVS зробив заяву, з якої випливає, що Євробачення знаходиться за межами фінансових можливостей країни. Також Словаччина ніколи не могла досягти успіху на конкурсі.[28]
- Туреччина — представник національного мовника TRT заявив, що Туреччина не повернеться на конкурс у 2014 році, проте не виключена участь у Євробаченні в найближчі роки.[29] Причиною відмови стало голосування 50х50 (журі/телеглядачі) та участь країн Великої п'ятірки в фіналі.
- Хорватія — представник національного мовника HRT повідомив, що країна відмовляється від участі в пісенному конкурсі 2014 року через фінансові причини.[30]
- Чехія — представник національного мовника Чехії заявив, що країна не планує брати участь у конкурсі Євробачення у 2014 році, оскільки Чехії ніколи не вдавалося навіть потрапити до фіналу. До того ж Чехія не набирала більш як 9 балів у півфіналах за 3 рази участі в цьому конкурсі.[31]